# 金水区
金水区是中华人民共和国河南省郑州市的一个市辖区，因流经辖区的金水河而得名。金水区为中共河南省委、河南省人民政府、河南省军区和河南省大部分省直单位所在地，是河南省政治、经济、文化、金融、信息的中心，同时也是河南省经济实力最强的城区。区人民政府駐东风路16号。

## 地理
金水区东邻中牟县，南连管城回族区和二七区，西接中原区，北靠惠济区，总面积136.66平方公里，其中城区面积78.37平方公里，常住人口131.6万。
金水区地处郑州主城区东北部，处在华北沉降带开封坳陷区西南边缘过渡地带，是黄河冲积扇形平原南翼的顶端。全区属平原洼地，地势呈现出西高东低，西南高东北低的特点，其中最高点为紫荆山公园的紫荆阁（海拔109米），最低点为柳园口村（海拔82.4米）。境内河流有黄河、贾鲁河、东风渠、金水河、熊儿河、七里河、贾鲁支河等7条，其中黄河境内河段长7公里。金水区虽临近黄河，但除黄河外区内其余河流最终均流入淮河，因此全区除黄河堤内区域外，均属于淮河流域。

## 人口
根據第七次人口普查數據，截至2020年11月1日零時，金水區常住人口為1617541人。 截至2021年末，金水區常住人口為161.86萬人。

## 历史

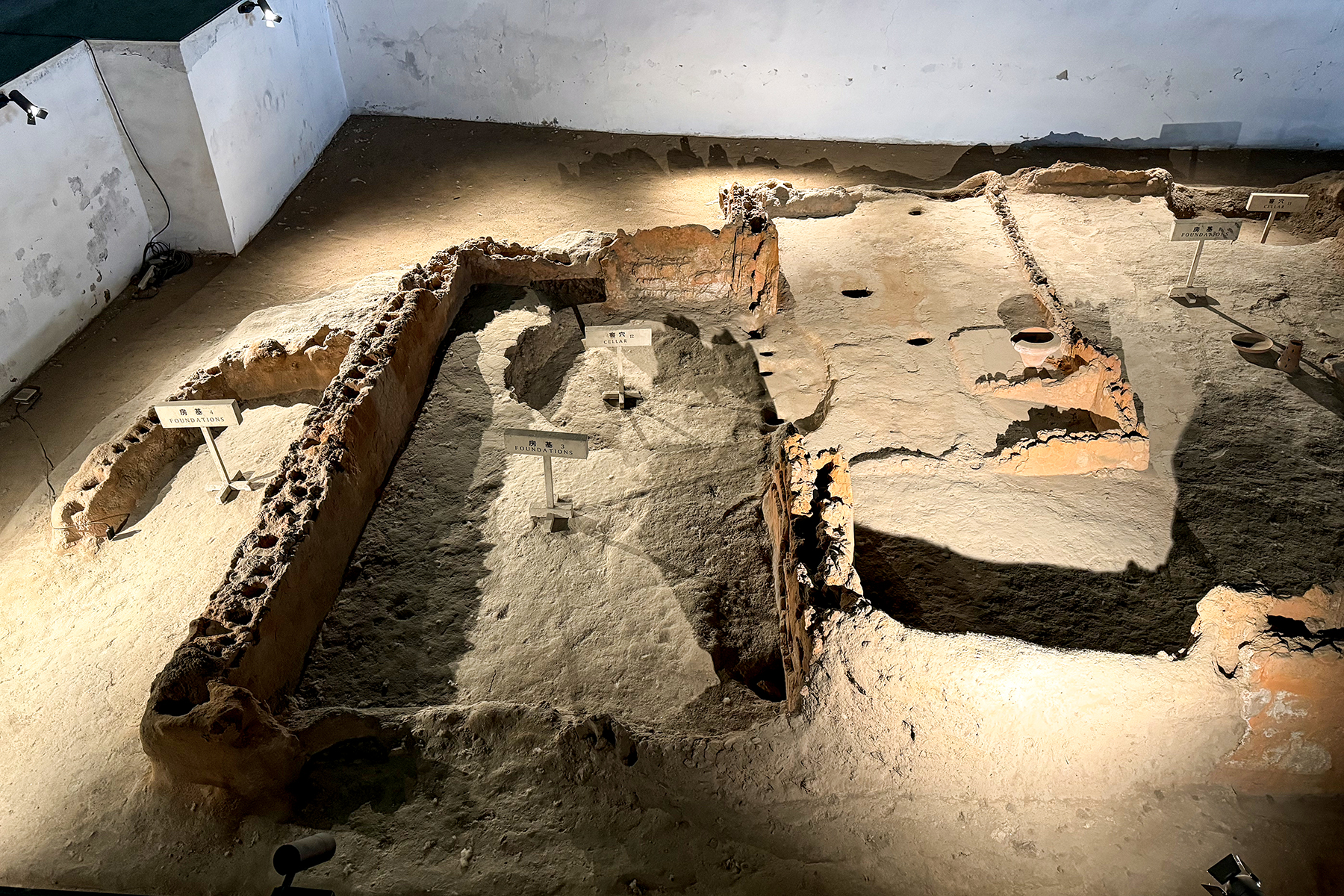
在大河村遗址发现的仰韶文化房基

金水区历史悠久，是先民活动较早的地区。大河村遗址位于辖区内，包含仰韶文化、龙山文化和夏商文化三个时期的遗迹和文物，表明早在5000年前已有人在此居住繁衍。郑州商城遗址为商朝的早期都城，有3500年的历史。位于辖区东部的祭城（现由郑东新区代管）史称“祭伯城”，为周公第五子祭伯的封地，是著名的古城镇，距今有3000年历史。
金水区的名称来源于金水河。相传在郑国宰相子产去世后，因其清正廉洁，家无余财，办不起丧事，郑国百姓闻讯，纷纷献出自己的珠宝首饰，但其子不愿接受，因此人们便将金银珠宝沉入子产封地的河中，因此该河便得名金水河。但据史料记载，金水河实为北宋初年宋太祖赵匡胤派兵开挖的人工渠道，以解决都城开封的饮水与漕运。因该河发源于开封的西方，五方五行中西方为金方，故得名金水河。
中华民国统治时期，金水区辖区属郑县管辖。1948年10月中国人民解放军接管郑州，并分设郑州市与郑县，辖区的城区部分属郑州市，郊区及农村部分则属郑县。1953年，郑县建制撤销，并入郑州市，辖区的城区部分分归当时的陇海区、二七区和建设区，其他部分属于原郑县改为的郊区。
同时，为迎接河南省会由开封迁往郑州，在辖区东部开始大兴土木，进行基础建设，时称“省府工地”，后来被称作“行政区”，辖区北部则相继建成数十所大中专院校和科研院所，被称为“文化区”。
1960年4月，金水人民公社正式成立，并于1961年8月更名为金水区。此时，金水区已初步形成东部的“行政区”、南部的“商业区”、北部的“文化区”和西部的“工业区”。1987年，郑州市区划调整，原属郊区的柳林乡、祭城乡、姚桥乡和原金海区的庙李乡被划归金水区。2002年，郑东新区的规划启动，辖区东部龙子湖街道、祭城路街道、如意湖街道、博学路街道、龙湖街道、龙源路街道和金光路街道目前由郑东新区代管。

## 行政区划
金水区下辖24个街道办事处，分别为：经八路街道、花园路街道、人民路街道、杜岭街道、大石桥街道、南阳路街道、南阳新村街道、文化路街道、丰产路街道、东风路街道、北林路街道、未来路街道、凤凰台街道、龙子湖街道、祭城路街道、兴达路街道、国基路街道、杨金路街道、丰庆路街道、如意湖街道、博学路街道、龙湖街道、龙源路街道和金光路街道。

## 经济
金水区为郑州市乃至河南省经济实力最强的市辖区，为河南省首个生产总值达到1000亿以上的县区。2020年，金水区全年地区生产总值为2723.10亿元，其中第一产业为0.31亿元，第二产业为364.81亿元，第三产业为2357.98亿元，人均生产总值达128,209元，主要经济指标在中部六省的市辖区中全部位居前三。在2018年11月发布的《2018年中国百强区发展白皮书》中，金水区为河南省唯一上榜的城区，综合实力排名第25位，位居中部第一。

### 商贸服务业

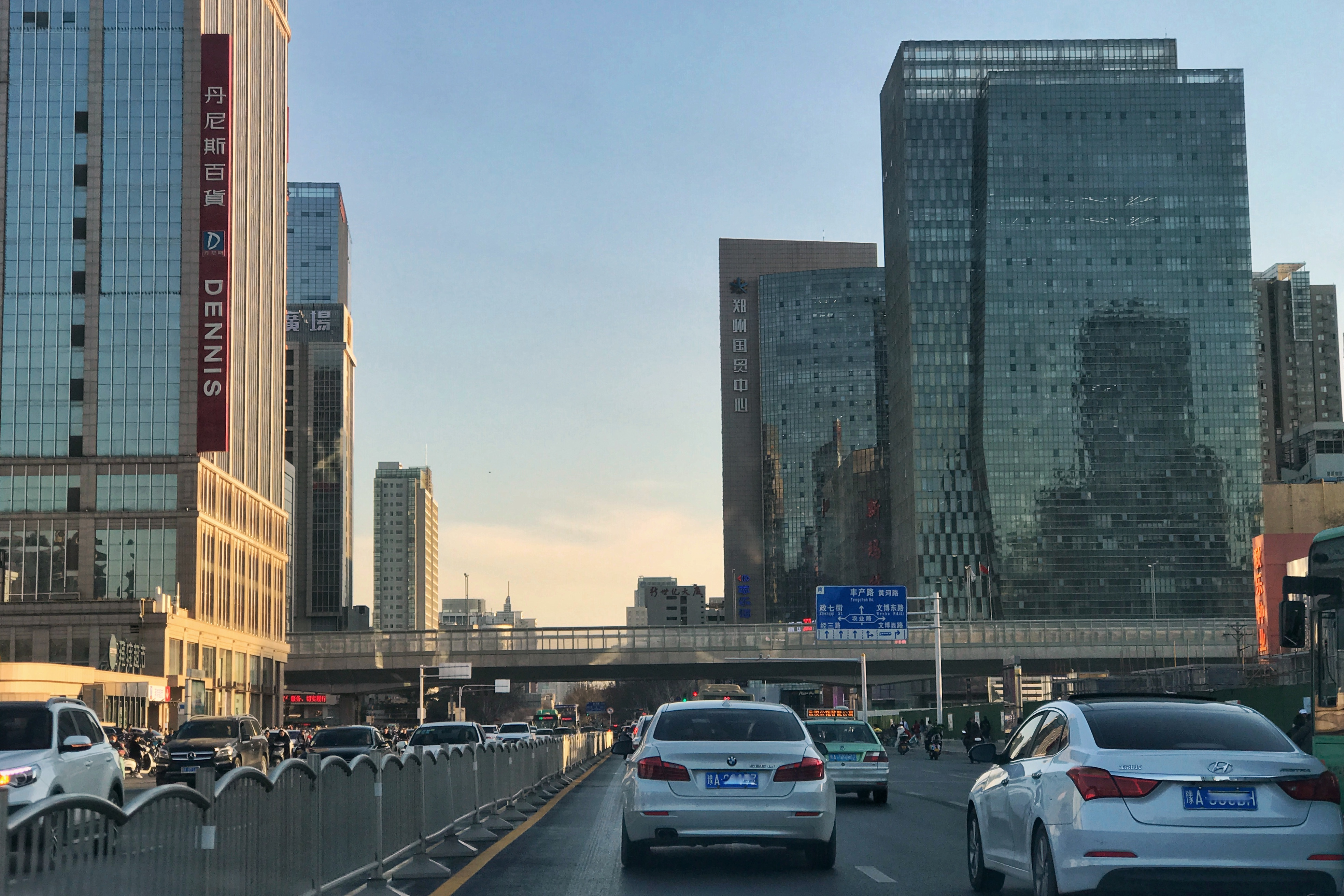
花园路商圈街景

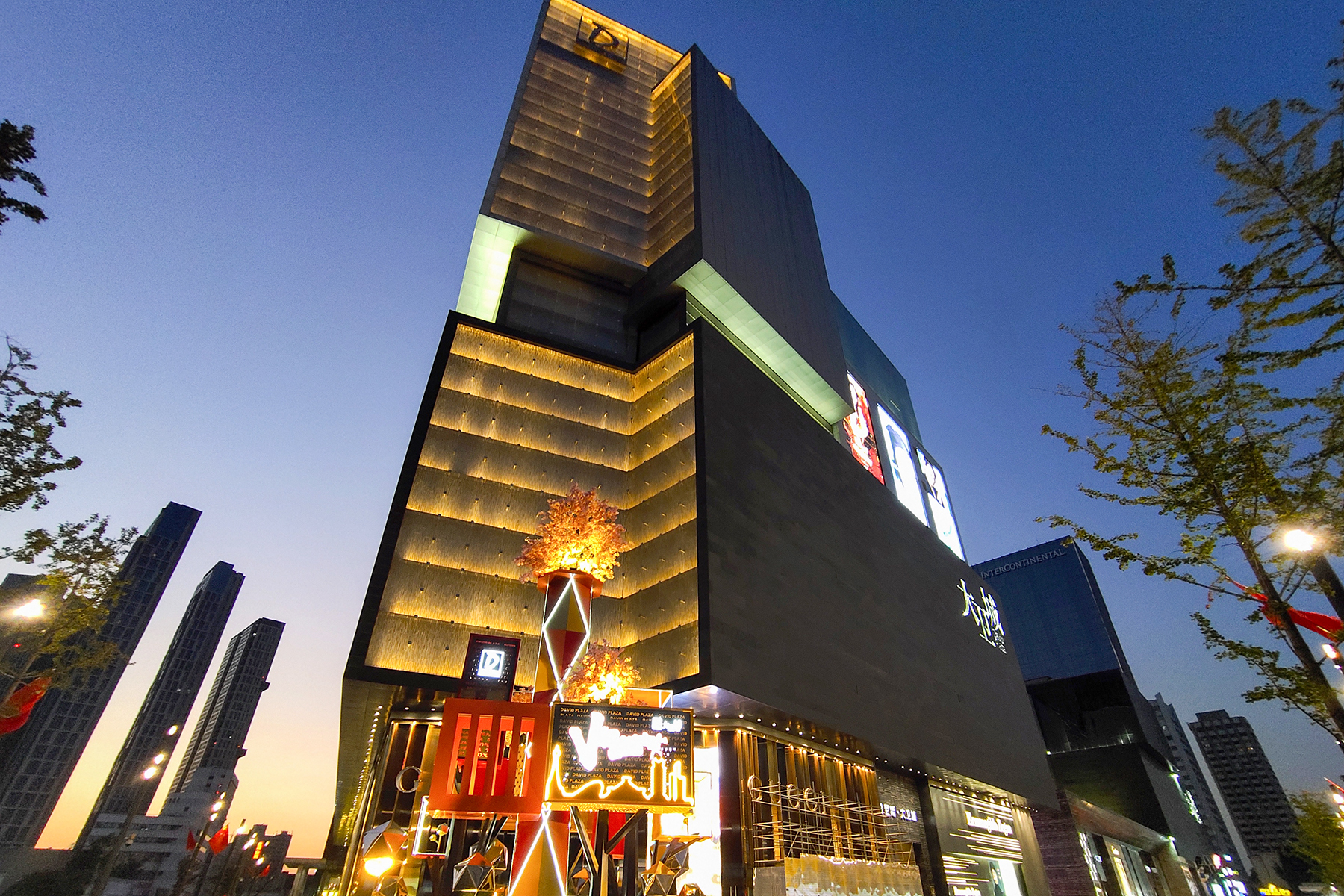
位于北二七路的丹尼斯大卫城为郑州市规模最大的购物中心之一

金水区商贸业较为发达，截至2016年底，全区（不含郑东新区）建成商务楼宇256幢，其中包括7幢甲级写字楼和20余幢5A级楼宇，总体入住率达94.3%，入住企业2.03万家。区内的商业中心主要位于花园路一带，包括南端的紫荆山商圈和北部的花园路商圈。其中紫荆山是郑州市的一个老牌商圈，紫荆山百货大楼于1983年4月1日开业，在当时曾经是河南省规模最大、设备最佳、销货最多的百货商场。近年来，位于花园路北段的花园路商圈发展迅速，大商集团、丹尼斯百货、建业地产、万达集团、正弘置业等省内外商业地产公司纷纷在此布局开设商业综合体。此外，位于辖区南部的北二七路为二七商圈的一部分，店铺及购物中心云集，1998年被命名为“百城万店无假货”活动示范街，2002年被命名为“国家级放心购物一条街”，位于此处的丹尼斯大卫城为河南省销售额最高的购物中心。
此外，区内还有多条商业特色街区，包括宏达路汽车用品一条街、健康路体育用品特色街、西里路婚纱照材特色街、农科路酒吧休闲一条街和凤凰城文化广场等。

### 特色园区

#### 郑州金水科教园区
2011年，原金水杨金产业园和金水北区合并成立为金水科教新城，并于2013年更名为郑州金水科教园区。该园区位于郑州市区东北部，北至黄河南岸，西起中州大道，南邻郑东新区，东至京港澳高速辅道，规划面积为56万平方公里。园区主导产业为新一代信息技术、生物医药和相应的高端服务业等。2016年，园区正式获评省级高新技术产业开发区，并成功申报中国（河南）自由贸易试验区郑州片区金水区块，并纳入郑洛新国家自主创新示范区郑州片区的建设范围。

#### 河南科技园区
河南科技园区即原河南科技市场，位于东风路与文化路交叉口附近区域。园区成立于1993年，占地0.98平方公里，入驻企业和商户达3300余家，从业人员3.2万人。园区为由金水区政府兴办的电子信息技术与产品集聚区，园区内的企业主要从事各类计算机及零配件、外设、数码、通信等产品的研发与销售。截至2016年，园区在规模、企业数量、知名度和成交额等综合对比中位居全国同行业前列，成为中部地区电子信息类产品的集散中心和技术贸易中心，被誉为“河南的中关村”。

## 文化旅游

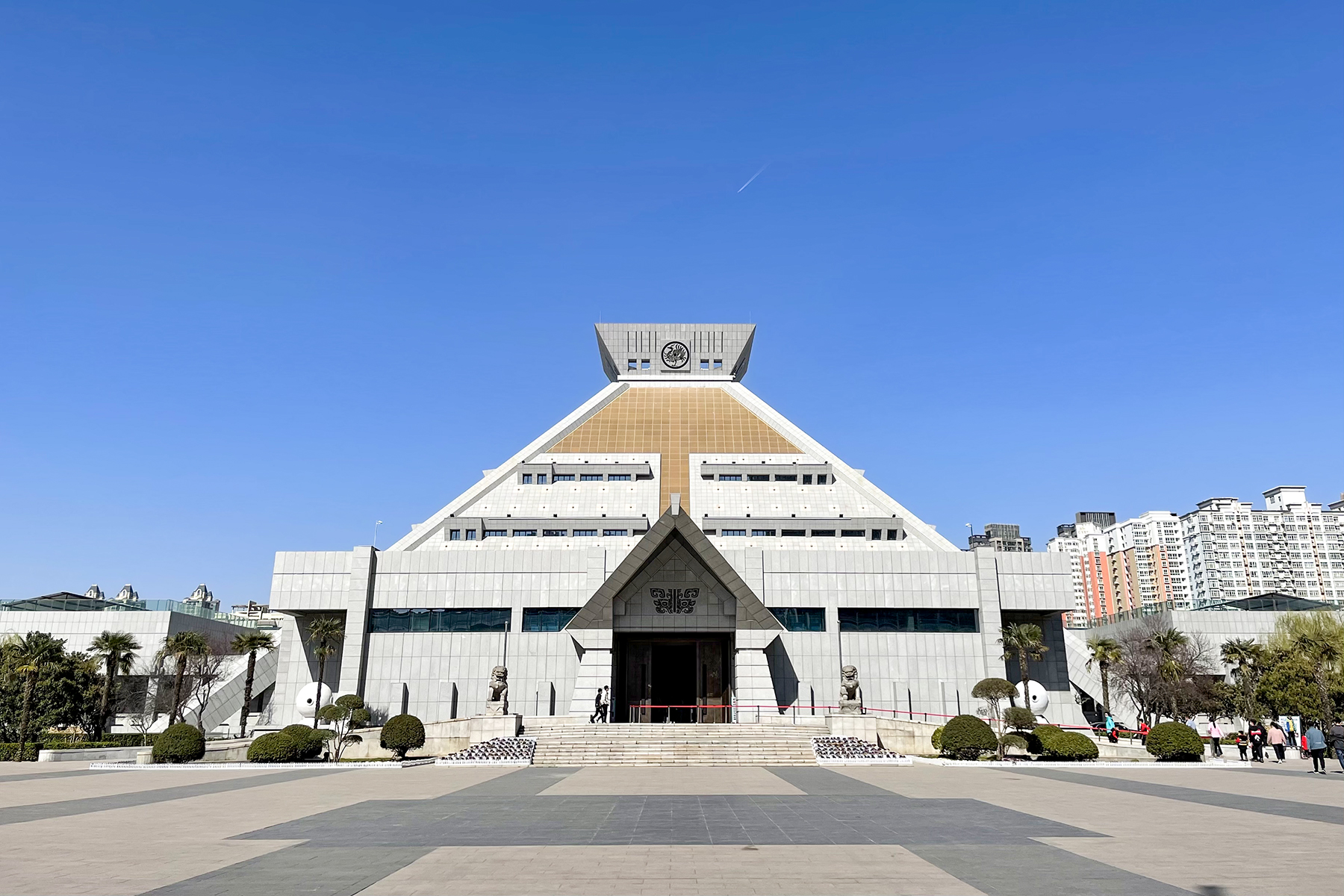
河南博物院

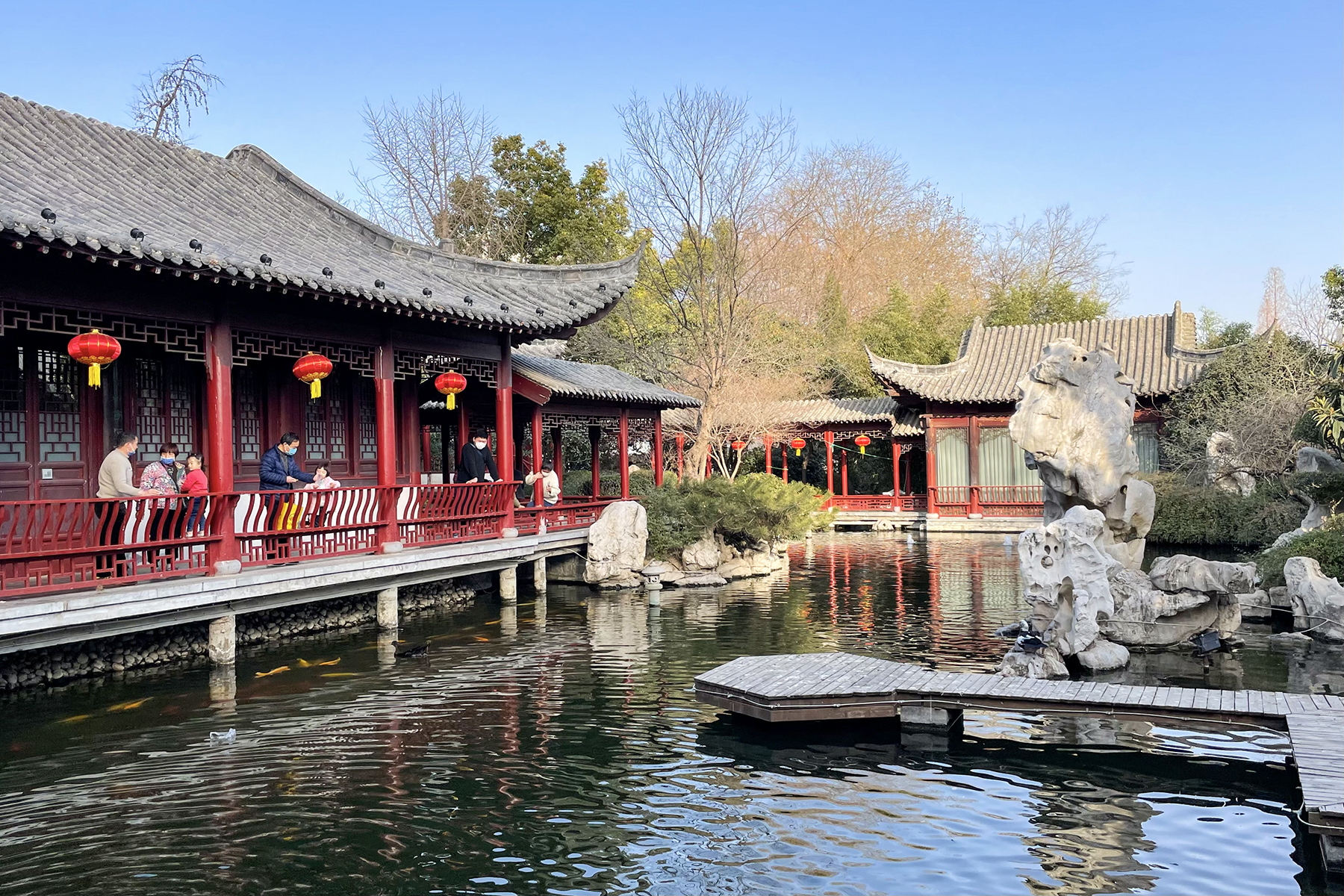
紫荆山公园

河南博物院位于金水区农业路8号，为首批中央地方共建国家级博物馆之一。河南博物院始建于1927年，1961年迁至郑州市。现在的馆址于1998年正式对外开放，院区占地面积126亩，建筑面积5.5万平方米，现有藏品17万余件/套，以青铜器、玉石器、陶瓷器、石刻造像等最具特色，镇馆之宝包括莲鹤方壶、贾湖骨笛、妇好鸮尊、杜岭方鼎、云纹铜禁等。河南博物院为免费开放，惟需持居民身份证或其他有效证件免费换领门票入场参观。
大河村遗址位于市区东北部，为仰韶、龙山、夏朝和商朝四个时期的文化遗存。目前在遗址建有大河村遗址博物馆，为河南省第一座史前博物馆，改造后的馆舍于2016年1月16日开馆，设有陈列厅和遗迹厅。陈列厅陈展面积约3400平方米，采用出土文物、场景复原及模拟的形式展出。遗迹厅面积约4100平方米，主要展示仰韶文化的房基。此外，位于郑州市中心的郑州商城遗址亦有部分区域位于金水区境内。
金水区亦拥有众多绿地公园，其中规模较大的有郑州市动物园、紫荆山公园、郑州国家森林公园等。郑州市动物园位于花园路，于1985年建成开园，是河南省唯一的一座专业动物园，饲养展览的动物达260余种3300余头。紫荆山公园是郑州商城遗址的一部分，园内的紫荆山为商代都城西城墙的一段。郑州国家森林公园所在地原为黄河故道，1951年为防风固沙成立郑州市林场，1992年成立郑州国家森林公园。随着郑东新区的建设，森林公园一度成为废土场，后经过升级改造及用建设废土堆山造景，已形成由七处主要景区组成的公园。登上园内凤山顶部的观景台，可俯瞰郑东新区龙湖一带风景，并远眺绿地中心·千玺广场和郑东绿地中心等地标性建筑。

## 教育

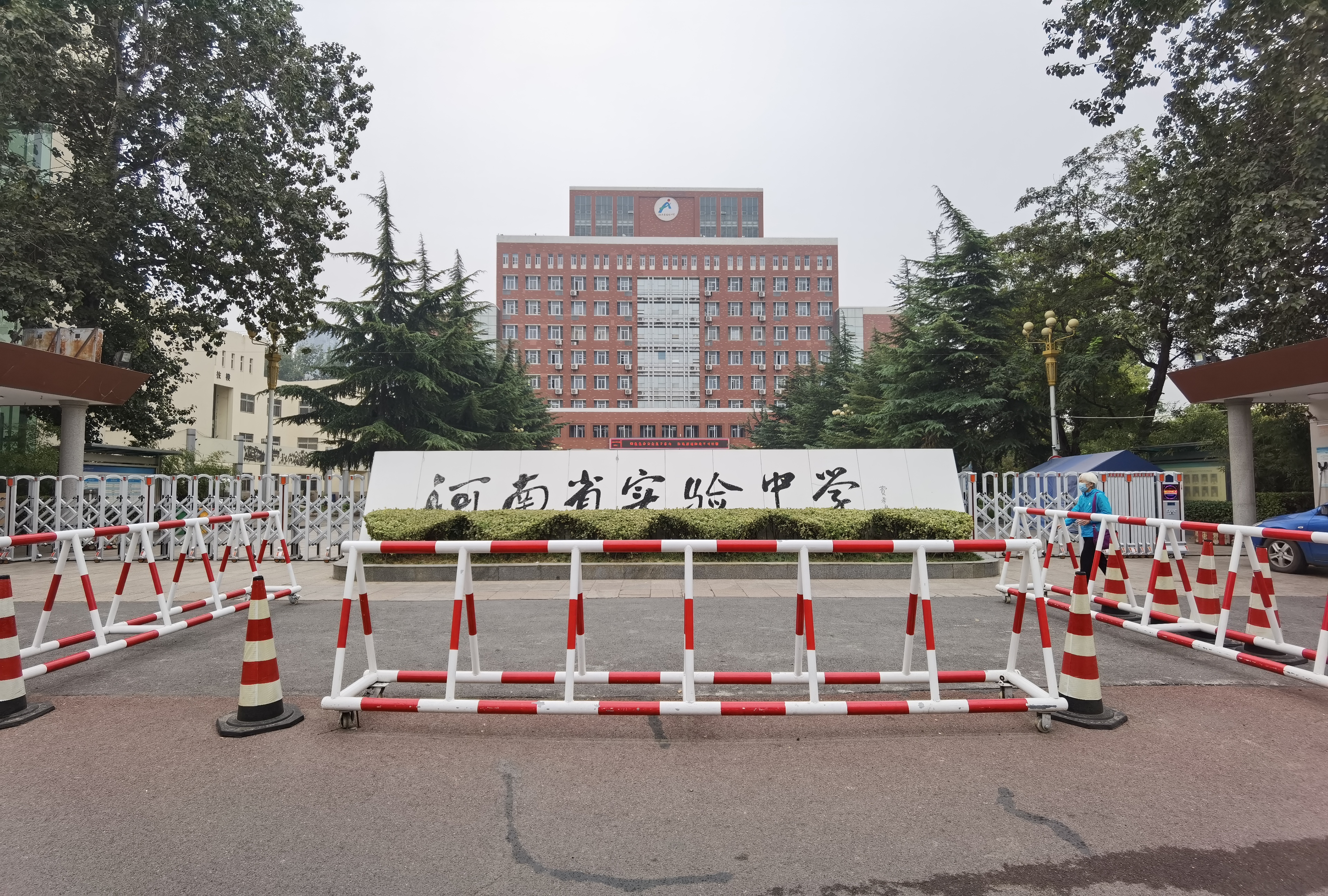
河南省实验中学

1950年代，郑州市即开始在市区北部建设“文化区”，包括数十所大中专院校和科研院所。如今，文化路两侧仍然是学校云集，管辖该处的文化路街道辖区内有企事业单位116个，其中一半以上为文教科研单位。郑州大学、河南农业大学、河南财经政法大学、郑州轻工业大学、中国人民解放军网络空间部队信息工程大学、华北水利水电大学等高等院校均在此处设有校区，河南省实验中学、郑州市第九中学、文化路第一小学等中小学亦位于此区域。
除此之外，郑州市一些升学率最高的中小学亦位于金水区，使该区成为郑州市基础教育实力较强的区域。河南省实验中学、郑州市第七中学、郑州市回民中学、郑州市第九中学等高中为河南省示范性高中；郑州市第八中学在1978年即为河南省首批重点中学，当时亦为唯一的一所省级重点初中；河南省实验小学、文化路第一小学、纬五路第一小学等小学均为郑州市老牌名校。

## 医疗

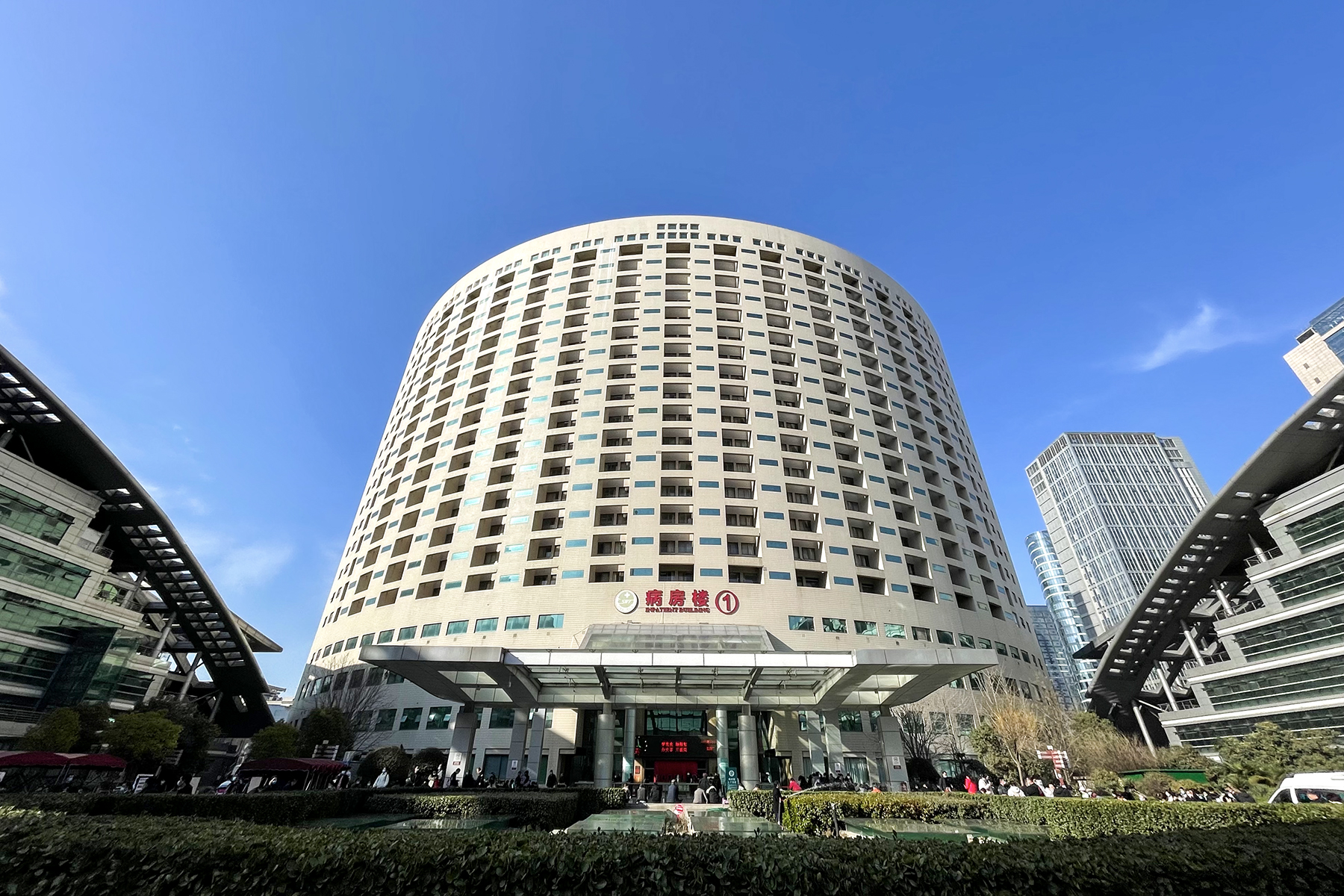
河南省人民医院

1954年河南省省会由开封市迁往郑州市后，随着省直机关的迁入，区内的医疗机构亦开始随之增加。河南省人民医院、河南省肿瘤医院、河南省胸科医院、河南中医药大学第一附属医院、河南省中医院、河南中医药大学第三附属医院、郑州人民医院、郑州大学第二附属医院、河南省儿童医院等三级甲等医院均位于金水区。此外，辖区内还有郑州市妇幼保健院、郑州市第九人民医院、金水区总医院等医疗机构。

## 交通

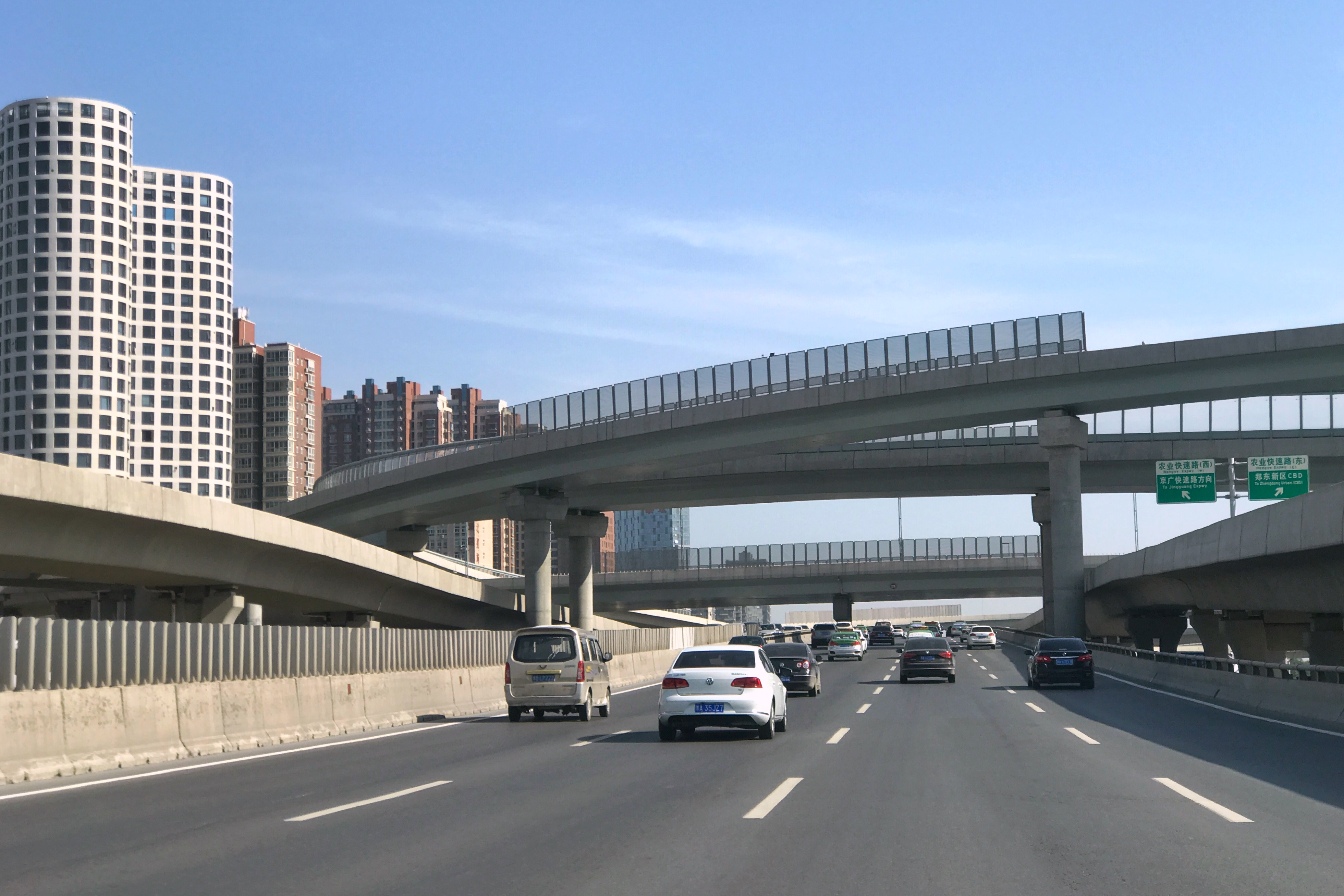
中州大道与农业快速路互通立交

金水区交通发达， 京广铁路、 陇海铁路、 郑焦城际铁路、 京广高速铁路、 徐兰客运专线和 郑开城际铁路从区境通过，位于辖区西北部的郑州北站为亚洲最大的铁路编组站，位于郑东新区的郑州东站是中国规模最大的火车站之一，为郑州市的主要高速铁路客运站。公路运输方面， 京港澳高速、 连霍高速穿境而过，连通省内外主要城市。郑州客运北站为区内主要的汽车客运站，该站紧邻连霍高速公路，并设有匝道与之直通，同时可与郑州地铁2号线实现无缝换乘。
市内交通方面，京广快速路、农业快速路、三环快速路和中州大道等市内快速路从区内经过，这些快速路全程无红绿灯，构建了郑州市内的快速路网。郑州公交和郑州快速公交的百余条公交线路经过辖区并通达市内各处。郑州地铁1号线、2号线、3号线、4号线、5号线、6号线、7号线、8号线和12号线在区内交汇，并设有数十座车站。